# Chaghāţar
Chaghāţar (persiska: چَقاطَرَم, چُگاطَرم, چَگا طَرم, چَغاطوم, Chaqāţaram, چغاطر) är en ort i Iran.   Den ligger i provinsen Lorestan, i den centrala delen av landet, 300 km sydväst om huvudstaden Teheran. Chaghāţar ligger 1 897 meter över havet och antalet invånare är 131.
Terrängen runt Chaghāţar är kuperad åt sydost, men åt nordväst är den platt. Runt Chaghāţar är det ganska glesbefolkat, med 29 invånare per kvadratkilometer. Närmaste större samhälle är Alīgūdarz, 12,2 km öster om Chaghāţar. Trakten runt Chaghāţar består i huvudsak av gräsmarker.